# Selenidium martinensis
Selenidium martinensis is een soort in de taxonomische indeling van de Myzozoa, een stam van microscopische parasitaire dieren. Het organisme komt uit het geslacht Selenidium en behoort tot de familie Selenidiidae. Selenidium martinensis werd in 1971 ontdekt door Levine.